# Grant Goodeve
Grant Goodeve (Middlebury, Connecticut, 6 de julio de 1952) es un actor estadounidense.

## Biografía
Goodeve se trasladó a Los Ángeles, California, en 1975. Debutó en la interpretación en un episodio de la serie de TV Emergency!. 
Sin embargo, el azar lo catapultó a la popularidad en 1977. Ese año se rodó el episodio piloto de la popularísima serie de televisión Con ocho basta, la historia de un padre viudo que debe sacar adelante a sus ocho hijos de edades comprendidas entre los 8 y los 23 años. En el episodio piloto, el papel de David Bradford, el hijo mayor, fue interpretado por Mark Hamill. Sin embargo, este actor fue seleccionado para dar vida a Luke Skywalker en La guerra de las galaxias, por lo que hubo de buscarse un reemplazo para el papel. El seleccionado fue Goodeve.
El actor dio vida a David Bradford durante las 5 temporadas que duró la serie (1977-1981), además de interpretar la canción con la que se iniciaba cada episodio. Su paso por Con ocho basta le granjeó una enorme popularidad.
Con posterioridad, intervino episódicamente en series como The Love Boat, T. J. Hooker, Murder, She Wrote, Dynasty, o La isla de la fantasía, además de incorporarse al reparto de One Life to Live (1985-1986) y participar en las dos películas rodadas para televisión continuación de Con ocho basta en 1987 y 1989. 
A finales de los ochenta se instala en la ciudad de Seattle. Tras superar problemas de alcoholismo, se convirtió en un activista de los valores cristianos en el seno de la Iglesia Presbiteriana.
En 1990 intervino en la primera temporada de la serie Doctor en Alaska dando vida a Richard 'Rick' Pederson.
En 1996 publicó el LP The Wonder of It All.
Sus últimos trabajos para televisión fueron la presentación de los espacios If Walls Could Talk y Homes of our Heritage en la cadena Home & Garden Television.
También prestó su voz para el videojuego Team Fortress 2 representado a la clase del juego llamada "Engineer".